# Régiment de la garde Volynski
Le régiment de la garde Volynski ou régiment de la garde de Volhynie, (en langue russe : Волынский лейб-гвардии полк). Cette unité militaire fut créée à partir du 1er bataillon du régiment de la garde Finliandski. Lors des évènements de février 1917, il joua un rôle majeur dans la révolution russe et la chute de la monarchie.

## Historique

### Fondation du régiment
Le 24 octobre 1817, le 1er bataillon du régiment de la garde Finliandski stationné à Varsovie et d'autres unités militaires de la garde des provinces de l'Ouest formèrent le régiment de la garde Volynski. Cette unité de la garde fut chargée de la protection du grand-duc Konstantin Pavlovitch de Russie, à cette date, il se composait de deux bataillons. Le tsar attribua à ce nouveau régiment les droits et privilèges de la vieille garde.

### Insurrection polonaise de 1830
Le 26 mai 1831, au cours de l'insurrection polonaise de novembre 1830, à Ostrołęka, le régiment de la garde Volynski combattit les troupes polonaises placées sous les ordres du général Jan Zygmunt Skrzynecki.  Le 6 septembre 1831, sous le commandement du feld-maréchal Ivan Fiodorovitch Paskevitch, cette unité militaire prit part aux combats dans les faubourgs de Varsovie, deux jours plus tard, elle investissait cette ville.
En 1832, cette unité de la garde fut transférée à Saint-Pétersbourg puis déployée à Kronstadt.
En 1836, 1er régiment de la garde Volynski fut caserné à Oranienbaum.  
Le 9 janvier 1842, le 4e bataillon de réserve fut créé.
De mai à novembre 1846, le régiment fut déployé en Hongrie mais il ne prit aucune part à la répression.
Le 1er avril 1854, ce 4e bataillon devint actif et un 5e bataillon de réserve fut constitué.

### Guerre de Crimée
Entre 1853 et 1856, au cours de la guerre de Crimée, cette unité militaire fut déployée sur la côte de la Baltique. En 1855, au cours d'une escarmouche, il affronta un commando de la Royal Navy près de Vyborg[réf. souhaitée]

### Insurrection polonaise de 1861
Lors de l'insurrection polonaise de 1861-1864, il contribua à la répression menée contre les insurgés polonais. 

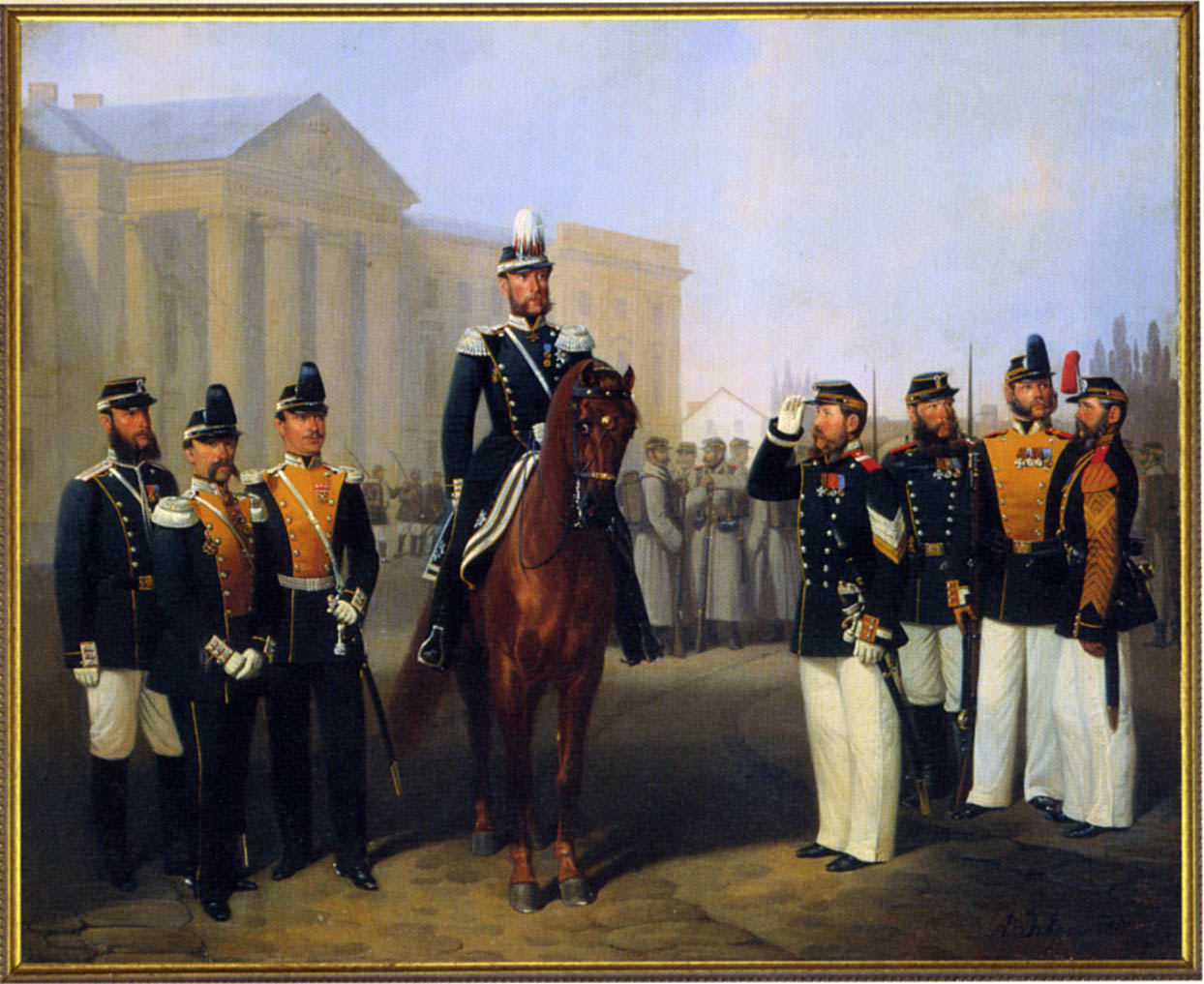
Soldats du Régiment de la Garde Volynski devant le Palais du Belvédère à Varsovie. Au centre, à cheval, le major-général Vassili Fiodorovitch Rall (1864), une œuvre du peintre allemand Adolf Yebens (1819-1888)

En 1862, Le régiment de la garde Volunski fut transféré Varsovie dans la 2e Brigade appartenant à la 3e division d'infanterie de la garde.

### Guerre russo-turque
Au cours du conflit opposant la Russie à l'Empire ottoman, le régiment participa à de nombreuses batailles. Il assiégea la ville de Plevna, les armées russo-roumaines obligèrent Osman Pacha (1837-1900) à se retrancher dans la ville bulgare. Le général ottoman ordonna la construction de fortifications et fit creuser des tranchées afin de tenir un long siège. Du 20 juillet au 10 décembre 1877, le régiment s'illustra au cours des quatre attaques menées contre les forces ottomanes repliées dans la ville. Le 10 juillet 1877, après cinq mois de siège, il força la meilleure armée d'Osman Pacha à capituler. Du 25 novembre au 30 novembre 1877, le régiment traversa les Balkans et mit l'Armée ottomane en déroute. Le 31 décembre 1887, il s'illustra lors de la bataille de Tachkisen. Le 31 décembre 1877, cette unité militaire placée sous le commandement du feld-maréchal Iossif Vladimirovitch Gourko (1828-1901) prit une part active dans la libération de la ville de Plovdiv. Les 15 janvier et 19 janvier 1878, le régiment livra une lutte sans merci aux troupes turques dans la ville de Nikopol (Roumélie), la prise de cette ville par les troupes russes ouvrit la route de Constantinople à l'Armée impériale de Russie.

### Première Guerre mondiale
À la déclaration de la Première Guerre mondiale, le régiment fut déployé en province de Prusse-Orientale et servit dans le XXIIIe corps d'armée. Le 13 novembre 1914, les fantassins prirent part aux combats d'avant-garde près de la localité de Chełmno. Du 2 octobre à la mi-décembre 1914 au sein du XXIIIe corps d'armée, il fut engagé dans la bataille de Łódź. Le 11 septembre 1915, les troupes de cette unité de la garde furent engagées dans la défense de la ville de Smarhon. En décembre 1916, à l'occasion du centenaire de la création du régiment, ce dernier fut retiré du front afin de fêter l'évènement à Saint-Pétersbourg.

### Révolution de février
Le 9 mars 1917, à 5 heures le matin, une escouade composée de soldats réservistes reçut l'ordre de se rendre sur les lieux de rassemblement des habitants de Petrograd afin de mettre un terme aux manifestations. Vers 11 heures, certains fantassins du régiment ouvrirent le feu sur la foule massée au pied de la statue d'Alexandre III de Russie. Le sergent chef Timofeï Ivanovitch Kirpitchnikov se déplaçant à l'arrière du groupe demanda à ses camarades de ne pas commettre l'irréparable en tirant sur la foule. Le soir venu, la compagnie fut de retour dans sa caserne.
Le matin du 10 mars 1917, l'escouade, avec à sa tête le capitaine I.S. Lachkevitch, fut de nouveau envoyé sur les lieux des manifestations, l'un des enseignes intima l'ordre à l'un des insurgés de ne pas pénétrer sur la perspective Nevski. Vers midi, une immense foule en quête de pain partie de Gontcharnoï se dirigea vers la perspective Nevski, mais la compagnie armée de mitrailleuses et de fusils fit face à la foule des émeutiers. Le capitaine I.S. Lachkevitch intima l'ordre aux soldats placés sous son commandement d'ouvrir le feu sur les révoltés sous peine de punitions sévères en cas de refus d'obéissance. Arrachant les fusils des mains de fantassins, il tira personnellement sur des manifestants non armés, ainsi, il tua une dizaine de personnes. La nuit venue, l'unité fut de retour à la caserne. Au cours de la nuit suivante, le sergent Timofeï Ivanovitch persuada ses camarades de ne pas se rendre sur les lieux des manifestations. Le matin du 11 mars 1917, la compagnie reçut de nouveau l'ordre de se rendre sur les lieux de rassemblement de la foule des manifestants, mais les fantassins refusèrent d'obtempérer. Le capitaine I.S. Lachkevitch, hors de lui devant une telle insubordination, s'élança dans la cour de la caserne, tenta de s'opposer aux soldats puis pris la fuite, mais d'une fenêtre, le sous-officier Timofeï Ivanovitch abattit le capitaine. Le sergent se plaça à la tête d'une unité, il réussit à convaincre certains fantassins et officiers présents et franchit la porte de la caserne suivi du bataillon de réserve. Les soldats du régiment de la garde Volynski fraternisèrent avec les manifestants et, ensemble, ils se dirigèrent vers la caserne du régiment de la garde Litovsky qui s'était déjà joint à la foule des révoltés. Soldats et émeutiers se rendirent à la caserne du bataillon du génie de la garde où ils furent accueillis en musique. Quelque temps plus tard, les soldats du régiment de la garde Préobrajensky se joignirent à eux.

## Récompenses et honneurs militaires
- Le 5 janvier 1814, la bannière de Saint-Georges fut attribuée au régiment de la garde Finliandski avec cette inscription : En récompense de la défaite et de l'expulsion de l'ennemi hors de la Russie en 1812 et 1806-1906.

- Pour le centenaire de la création du régiment de la garde Volynski, Nicolas II de Russie remit à cette unité de la garde le ruban de l'ordre de Saint-André.

- L'église Saint-Spyridon fut construite à Varsovie en l'honneur du régiment de la garde Volynski.

- Le 11 décembre 1906, pour célébrer le centenaire de sa création, le régiment de la garde Volynski se vit décerner l'ordre militaire de Virtuti Militari[7].

### Description de la croix de l'ordre militaire de Virtuti Militari
Pour le centième anniversaire de sa création le régiment de la garde Volynski reçut la croix de l'ordre militaire de Virtuti Militari. Sur la branche supérieure de cette croix furent inscrits la date 1806 et le mot MILI, sur la branche inférieure 1906 et TARI, sur la branche de gauche VIR, sur la branche de droite TUTI. Entre chacune des quatre branches de la croix, quatre monogrammes d'or représentant le chiffre A d'Alexandre Ier de Russie, fondateur du Régiment, le chiffre N (en alphabet cyrillique : Н) de Nicolas Ier de Russie, le chiffre A d'Alexandre II de Russie, le chiffre A d'Alexandre III de Russie. Au centre de la croix le monogramme d'or N (en alphabet cyrillique : Н) pour Nicolas II de Russie surmonté de la couronne impériale de Russie, entre le chiffre Н et la couronne impériale, on distingue l'aigle bicéphale, emblème de la Russie impériale. 
Pour les officiers du régiment cette croix était composée de bronze, d'argent, de vermeil, le médaillon placé au centre de la croix était bordé d'un émail vert avec inscrit la date de la création de cette unité militaire 1806, la date du centenaire de sa création 1906. Pour les fantassins de rang subalterne, la croix se composait d'un bronze doré dépourvu d'émail,.
La bannière de saint Georges remise au régiment de la garde Finliandski fut par l'ukase de 1813, également attribuée au régiment de la garde Volynski.
- Deux tubes d'argent avec l'inscription : Récompense pour la bravoure et le courage prouvé au cours de la bataille de Leipzig le 4 octobre 1813.

- Une plaque de laiton porté sur les shakos avec cette inscription : Pour Tachkisen 19 décembre 1877[7].

## Descriptif de l'insigne régimentaire

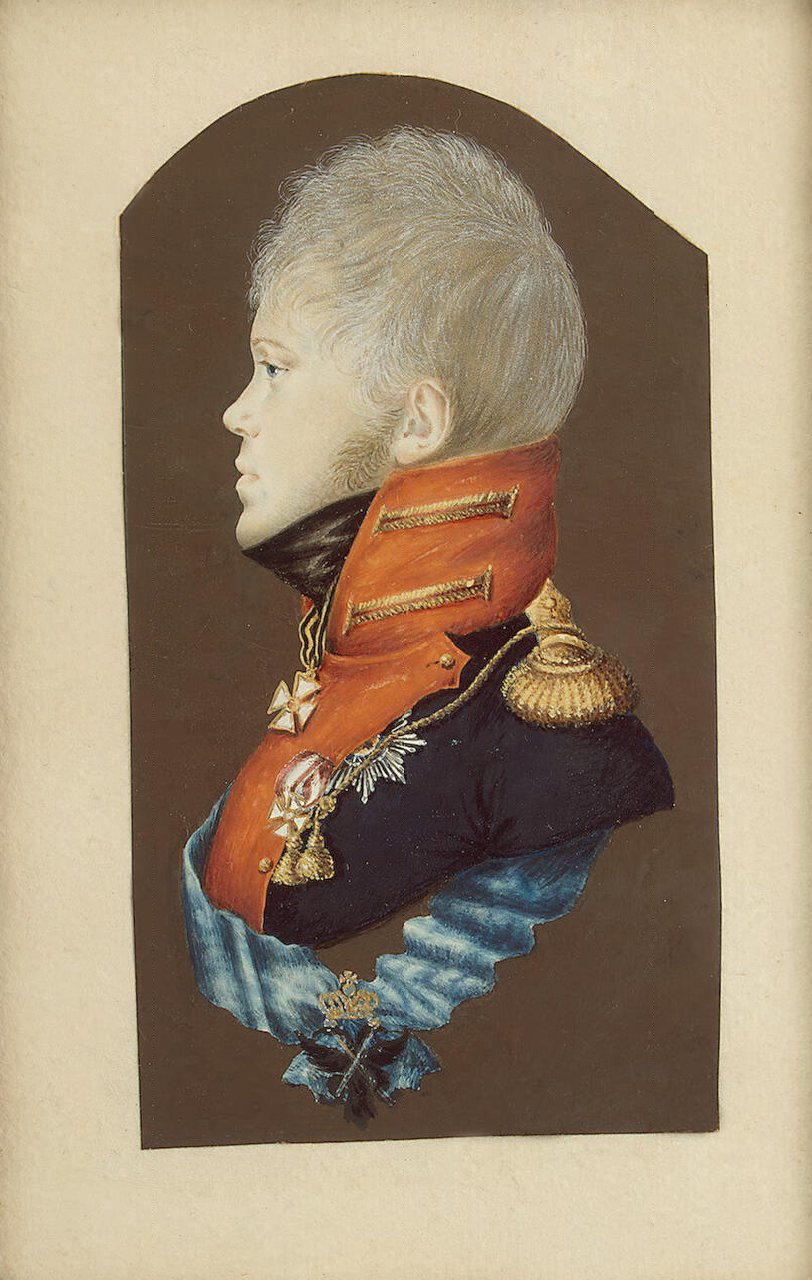
Le grand-duc Konstantin Pavlovitch de Russie, chef du régiment de la garde Volynski en 1818, portrait de Peter Ernst Rockstul, Musée de l'Ermitage - Saint-Pétersbourg (1809)

Le 7 décembre 1911, les fantassins du régiment de la garde Volynski portaient un insigne régimentaire symbolisant la croix d'or de la milice impériale. En son centre, un aigle bicéphale en argent coiffé de la couronne impériale de Russie. Entre les deux ailes, un bouclier en émail de couleur rouge aux armes de la Lituanie. Sous les serres de l'aigle, un second bouclier en émail rouge orné d'une croix d'argent. Sur chacune des branches de la croix ces mots gravés : Pour la foi, le Tsar, la Patrie. Pour les officiers, plusieurs métaux entrés dans la composition de la croix : le bronze, l'argent, l'or et l'émail.  Concernant l'insigne régimentaire des fantassins de rang subalterne, celui-ci se composait uniquement d'un métal jaune sans aucun ornement en émail.
Pendant le gouvernement provisoire dirigé par le prince Gueorgui Ievgenievitch Lvov, l'ex-régiment de la garde Volynski arbora un nouvel insigne régimentaire en argent. Celui-ci était de forme ovale. Le bord droit était agrémenté d'une branche de maïs, le bord gauche d'une branche de palmier. En son milieu, un fantassin russe serrant dans sa main une bannière couverte d'un émail rouge. Assise à ses côtés, une femme vêtue du costume russe et coiffée du kokochnik. De sa main droite, elle tient le haut du bouclier d'argent sur lequel est gravé 27 février 1917, l'autre main posée sur son genou serre un rameau d'olivier. Les 9 mars, 10 mars et 11 mars 1917, le bataillon de réserve du Régiment fut à l'origine du soulèvement de certaines casernes de Petrograd. Seuls les acteurs de ce soulèvement furent autorisés à porter cette inscription imprimée dans le métal de leur insigne régimentaire : Régiment Volynski, leur patronyme et leur prénom. Exemple : Régiment Volynski. Timofeï Ivanovitch Kirpitchnikov. Quant aux soldats déployés sur le front, ils furent autorisés à porter sur leur insigne cette simple inscription : Régiment Volynski.

## Description de la bannière régimentaire
En 1818, la bannière de Saint-Georges fut remise au régiment de la garde Volynski. Elle représentait une croix jaune, seuls les angles verts la différenciaient du régiment de la garde Finliandski. Sur le drapeau, cette inscription : En récompense de la défaite et l'expulsion des ennemis hors de la Russie 1812. Au centre de l'aigle bicéphale les armoiries de Moscou furent remplacés par celles de Lituanie.

## Chefs du régiment de la garde Volynski
- 18 août 1818 : grand-duc Constantin Pavlovitch de Russie ;
- 25 juillet 1831 : grand-duc Michel Pavlovitch de Russie
- 2 février 1856-5 août 1878 : grand-duc Nicolas Constantinovitch de Russie.

## Commandants du régiment

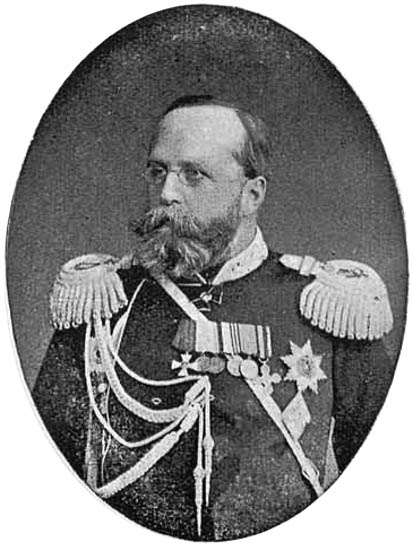
Lieutenant-général Mikhaïl Fiodorovitch Mirkovitch

- 22 janvier 1818-4 décembre 1819 : major-général Piotr Sergueïevitch Ouchakov ;
- 4 décembre 1819-17 janvier 1830 : major-général Dmitri Semionovitch Iessakov ;
- 17 novembre 1830-14 janvier 1842 : major-général Vassili Iakovlevitch Ovander ;
- 14 janvier 1842-6 décembre 1849 : Grigori Danilovitch Dovbychev ;
- 6 décembre 1849-4 mai 1855 : major-général et baron Pavel Ivanovitch Korff ;
- 4 mai 1855-9 novembre 1859 : Dmitri Ivanovitch Daragan ;
- 9 novembre 1859-15 août 1863 : major-général et baron Nikolaï Pavlovitch Kridener ;
- 26 août 1863-20 août 1865 : major-général Vassili Fiodorovitch Rall ;
- 27 août 1865-12 juin 1866 : Georgi Petrovitch Vlasov ;
- 12 juin 1866-14 janvier 1876 : lieutenant-général Dmitri Dmitrievitch Prokhorov ;
- 28 janvier 1876-19 février 1881 : lieutenant-général Mikhaïl Fiodorovitch Mirkovitch ;
- 19 février 1881-22 septembre 1886 : l-général Stepan Vassilievitch Rikatchiov ;
- 1er janvier 1886-? : Ivan Ossipovitch Iakoubovski ;
- 10 janvier 1905-4 février 1909 : major-général Nikolaï Alexeïevitch Kliouev ;
- 13 février 1909-4 février 1914 : major-général Alexandre Fiodorovitch Tourbine ;
- 4 février 1914-25 janvier 1915 : major-général Alexandre Vladimirovitch Geroua ;
- 31 janvier 1915 : major-général Alexeï Iefimovitch Kouchakevitch ;
- 1915 : colonel Tichevski.

## Personnalités célèbres ayant servi au régiment

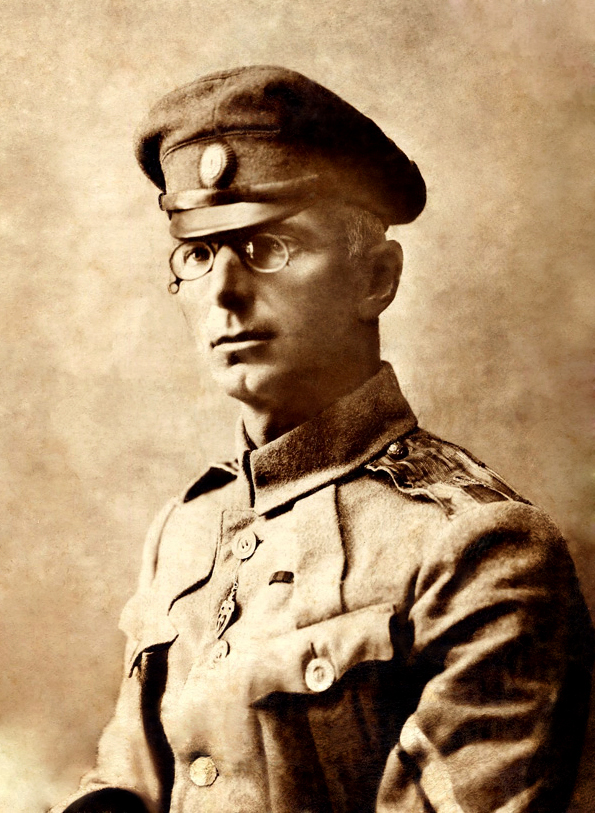
Général Mikhaïl Gordeevitch Drozdovski

- Viktor Alexeïevitch Artamonov : major-général ;
- Alexeï Petrovitch Arkhangelski : (1872-1959), lieutenant-général, il servit dans l'Armée blanche, président de l'Union militaire de Russie en mars 1938 ;
- Ivan Ivanovitch Venediktov : (1820-1894), homme d'État, membre du Conseil privé ;
- Mikhaïl Gordeevitch Drozdovski : (1881-1919), major-général, il prit part à la guerre russo-japonaise de 1904-1905, la Première Guerre mondiale et la guerre civile russe, l'un des organisateurs du Mouvement blanc dans le sud de la Russie, commandant de la 3e division d'infanterie dans l'Armée de volontaires au cours de la guerre civile russe, organisateur et chef du détachement des 1200 hommes partis de Iași pour rejoindre l'armée de volontaires stationnée à Novotcherkassk et placée sous commandement du général Lavr Georguievitch Kornilov (11 mars 1918 au 7 mai 1918) ;
- Nikolaï Nikolaïevitch Martos : (1858-1933), général, il s'illustra lors de la Première Guerre mondiale ;
- Sergueï Georguievitch Loukirski : (1875-1938), major-général dans l'Armée impériale de Russie, commandant d'une compagnie du régiment de la garde Volynski du 8 décembre 1902 au 8 décembre 1903, en 1918, il rejoignit l'Armée rouge ;
- Martseline Matveevitch Olchevski : (1796-1866), lieutenant-général ;
- Mikhaïl Vladimirovitch Omelianovitch-Pavlenko ;
- Grigori Vassilievitch Pokrovski : major-général ;
- Afanasi Ievlampievitch Stankevitch : (1834-1881), général, écrivain militaire, il prit part à la guerre de Crimée ;
- Leonid Nikolaïevitch Treskine : (1888-1957), colonel, il prit part à la Première Guerre mondiale, il fut l'un des leaders du mouvement anti-bolchevique à Moscou ;
- Nikolaï Nikolaïevitch Stogov : (1873-1959), général, il prit part à la Première Guerre mondiale, dans les rangs de l'Armée blanche il prit part à la Guerre civile russe ;
- Alexandre Alexandrovitch Firks : (1817-1889), général, il participa à la guerre russo-turque de 1877-1878, en service dans le régiment de la garde Volynski de 1836 à 1840, commandant de la zone militaire de Kiev ;
- Fiodor Fiodorovitch Eïkhen : (1821-1877), général, en service dans cette unité de la garde de 1847 à 1858, il prit une part active à la répression menée contre les insurgés polonais lors des évènements de 1863-1864.

## Pertes lors de la Première Guerre mondiale et de la guerre civile russe
Les officiers du régiment de la garde Volynski tués ou décédés des suites de leurs blessures au cours de la Première Guerre mondiale, pendant la Guerre civile russe ou assassinés au cours de la terreur rouge.
- 40 officiers trouvèrent la mort au cours des combats de la Grande Guerre ;
- 26 d'entre eux furent tués ou succombèrent à leurs blessures pendant la guerre civile russe ;
- 15 officiers furent exécutés au cours de la Terreur rouge[11].